# HD 27639
HD 27639，又名BD+20 744，SAO 76571、HR 1370，是一颗恒星，视星等为5.91，位于銀經175.26，銀緯-19.97，其B1900.0坐标为赤經4h 16m 29.6s，赤緯+20° -19.97′ 6″。